# Ophiacantha hospes
Ophiacantha hospes är en ormstjärneart som beskrevs av Jean Baptiste François René Koehler 1930. Ophiacantha hospes ingår i släktet Ophiacantha och familjen knotterormstjärnor. Inga underarter finns listade i Catalogue of Life.